# Beilschmiedia tooram
Beilschmiedia tooram är en lagerväxtart som först beskrevs av Jacob Whitman Bailey, och fick sitt nu gällande namn av B.P.M. Hyland. Beilschmiedia tooram ingår i släktet Beilschmiedia och familjen lagerväxter. Inga underarter finns listade i Catalogue of Life.